# Ciència de la informació quàntica
La ciència de la informació quàntica és una àrea d'estudi basada en la idea que la ciència de la informació depèn de la física d'efectes quàntics. Inclou problemes teòrics en models computacionals, així com temes més experimentals en física quàntica, inclòs el que es pot i no es pot fer amb la informació quàntica. De vegades s'utilitza el terme teoria de la informació quàntica, però no abasta la investigació experimental de l'àrea i es pot confondre amb un subcamp de ciències de la informació quàntica que estudia el processament d'informació quàntica.
Els subcamps de la ciència de la informació quàntica inclouen:
- Computació quàntica, que inclou estudis sobre com i si es pot crear un ordinador quàntic i els algorismes que aprofiten la seva potència (vegeu algorisme quàntic).

- Correcció d'errors quàntics.

- Teoria de la informació quàntica.

- Teoria de la complexitat quàntica.

- Criptografia quàntica i la seva generalització, comunicació quàntica.

- Complexitat de comunicació quàntica.

- Entrellaçament quàntic, vist des del punt de vista teòric de la informació.

- Codificació densa quàntica.

- Teleportació quàntica, una coneguda operació de processament d'informació quàntica que es pot utilitzar per moure qualsevol estat quàntic arbitrari d'una partícula (en un lloc) a una altra, destruint l'estat original en el procés.

- Internet Quàntic, extensió de l'internet clàssic que permet l'enviament d'informació quàntica, augmentant-ne la seguretat.

- Sensor quàntic.